# Kungsör (gemeente)
Kungsör is een Zweedse gemeente in Södermanland. De gemeente behoort tot de provincie Västmanlands län. Ze heeft een totale oppervlakte van 227,8 km² en telde 8287 inwoners in 2004.

## Plaatsen
- Kungsör (plaats)
- Valskog
- Himmelsberga
- Torpaslätt
- Rabostan